# Bob Helm
Bob Helm  (Fairmead, Californië, 18 juli 1914 - 2003) was een Amerikaanse klarinettist en saxofonist in de dixielandjazz.
Bob Helm was een veteraan van de Californische revival-scene. Hij werkte rond 1940 samen met Lu Watters en vanaf halverwege de jaren 40 met Turk Murphy. Later leidde hij een eigen groep, Bob Helm's Riverside Roustabouts, waarmee hij in de periode 1957-1988 maar weinig opnam. Pas in de jaren 90 nam Helm een paar albums op, voor het platenlabel Stomp Off. Helm werkte ook mee aan opnamen van Chris Tyle's New Orleans Rover Boys (19891),  Jacques Gauthés Band YerbaBuesta Style 1994 en de South Frisco Jazz Band (1984 en 1989).

## Discografie
- Lu Watters and the Yerba Buena Jazz Band: On the Air (Good Time Jazz)
- Turk Murphy: San Francisco Jazz (Good Time Jazz, 1949/50)
- Hotter than That (Stomp Off, 1994–95) met Ted Des Plantes
- Ma 'N'Bessie's Greater Tent Show Act 1 & 2 (Stomp Off, 1994–97)